# Іонізаційний детектор
Іонізаційний (або йонізаційний) детектор — детектор випромінення, принцип дії якого ґрунтується на використанні явища іонізації газу в його камері під впливом опромінювання.